# 小湖城 (佛羅里達州)
小湖城（英語：Little Lake City）是位於美國佛羅里達州吉爾克里斯特縣的一個人口普查指定地區。

## 地理
小湖城的座標為29°49′33″N 82°53′31″W / 29.82583°N 82.89194°W，而該地最高點為海拔高度14米（即46英尺）。

## 人口
根據2010年美國人口普查的數據，小湖城的面積為5.00平方千米，當中陸地面積為5.00平方千米，而水域面積為5.00平方千米。當地共有人口500人，而人口密度為每平方千米100人。